# Bartalos Gyula
Bogyai Bartalos Gyula (Abaúj vármegye, Szepsi, 1839. június 15. – Eger, 1923. december 24.) hitoktató, régész, történész, műgyűjtő.

## Életpályája
Bartalos Gyula 1839. június 15-én született az Abaúj megyei Szepsiben. Rozsnyón végezte középiskoláit, 1854–1861 között pedig Egerben bölcseleti és hittudományi tanulmányait. Itt ismerkedett meg Mindszenty Gedeonnal, aki irodalmi tanulmányokra biztatta. 1861-ben szentelték pappá, káplán lett Hevesen, majd Egerben hitoktató. 1871-1879 között betegsége miatt hosszabb ideig Olaszországban tartózkodott, ez idő alatt az írásban talált vigasztalást. 1871 őszén útja során fontos egyháztörténeti események tanúja lett, melyekről beszámolókat közölt a Religio, a Jelenkor, a Katolikus Hetilap, a Magyar Állam, a Magyar Korona és más folyóiratokban. Rómában a San Apollinare főiskolán folytatta tanulmányait, ahol régészetet is tanult. 1879-ben doktorált kánonjogból. Hazatérve 1879–1882 között az Angolkisasszonyok Egri Intézetének gyóntatója, 1882–1884 között a Szeminárium lelki igazgatója és 1883–1884 között Markazon lelkész, majd 1883–1905 között az Egri Főszékesegyház sekrestyeigazgatója, egyúttal 1884-től az egri líceum és az elemi iskola hitoktatója és 1888-tól főszékesegyházi gyóntató. 1905-től pedig az egri főkáptalan hiteleshelyi levéltárának jegyzője, tiszteletbeli 1909-től kanonok, 1921-től pedig az Egri Érseki Líceum Múzeumának őre. Egerben halt meg 84 évesen, 1923. december 24-én.

## Munkássága
Régészeti ásatásainak helyszinei: 1893-ban Jászdózsa, Tard, Tatárdomb, 1894-ben a szabolcsi és 1896-ban a borsodi földváron, 1895-ben Kápolnahalmon. Egerben, a Szépasszony-völgy határában 1898–1899-ben tárt fel honfoglalás kori sírokat. 
Írt néhány történeti színművet is többnyire Bogyai B. Gyula álnéven, és foglalkozott irodalomtörténettel is.
Több mint 8000 db-ból álló régiséggyűjteménye volt, melyek közé tartozott többek között Pyrker János László egri érsek több mint 500 db, különböző nyelvű kéziratos levele és költeménye is, az általa feltárt honfoglalás kori leletek egy része, Antonio Canova Keresztelő Szent János-szobrocskája, illetve II. Rákóczi Ferenc titkárának Aszalay Ferencnek Egerben megtalált levelezése. 1896-ban a millenniumi kiállításon gyűjteményéből 51 db tárgyat mutattak be.  1909-ben az egész gyüjteményét az Egri Érseki Líceum Múzeumának ajándékozta. Egerben emlékét utca őrzi. Cikkeit az Egri Egyházmegyei Közlöny, a Népiskolai Tanügy, az egri Irodalmi Szemle, az Archaeológiai Értesítő és más lapok közölték.
1891-től az Országos Régészeti és Embertani Társulat, 1893–1898 között pedig a Magyarországi Kárpát Egyesület egri Bükk Osztálya Régész-Történelmi Alosztályának választmányi tagja volt

## Főbb művei
- Betlehem. Pásztorjáték 3 felvonásban, Bogyai B. Gyula néven (Eger, 1882; 3. kiad. 1913)
- Az egri rituálé kérdései. Zsasskovszky Józseffel (Eger, 1892)
- Eger látóhatára turista szempontból (Eger, 1899)
- A szarvas tragédiája. Színmű (Eger, 1905)
- Harangok (Eger, 1906)
- Rózsa és liliom. Szűz Szent Tekla. Történeti színmű 5 felvonásban (Eger, 1907)
- Dobó István diadala (Eger, 1907)
- Elmúlt az éj, feljött a nap. Mikulás kora. Történeti színmű (Eger, 1908)
- Heves vármegye őskora. (Heves vármegye. Szerkesztette Borovszky Samu. Budapest, 1909)
- Magyarország önállásának és függetlenségének kivívása 1074 és 1075-ben, a csörszárok, mint haditényező felhasználása által (Eger, 1910)
- Az olasz irodalom és művészet arany korszaka (Eger, 1913)